# Дом-музей ашуга Дживани
Дом-музей ашуга Дживани (арм. Աշուղ Ջիվանու տուն-թանգարան) — музей в Грузии, расположенный в населённом армянами селе Карцахи.

## История
Рабочая группа по созданию дома-музея была создана в 2014 году. Дом был куплен у проживавшего там частного лица, затем начались строительные работы. Для их проведения потребовалось около 40 тысяч долларов, которые были пожертвованы проживающими в России армянскими бизнесменами. Группа профильных специалистов во главе с архитектором Ованесом Мутафяном разработала архитектурные и строительные проекты дома-музея и разместила в нём экспонаты. Музей был открыт 27 августа 2016 года в рамках празднования Дня Дживани.
Мемориальная часть музея была отреставрирована с сохранением особенностей традиционных домов XIX и XX веков в этом регионе и пополнена предметами быта, собранными в Карцахи и окрестных сёлах. Открытие мемориальной части состоялось 27 августа 2017 года. В церемонии приняли участие официальные лица Ахалкалакского муниципалитета, филантропы, интеллигенция, художники, музыканты из разных регионов Грузии, Армении и России. Народный артист Армении  Рубен Матосян подарил дому-музею свою книгу, некоторые разделы которой посвящены Дживани.

## Экспозиция
Музей состоит из двух частей: мемориальной части, находящейся в доме, где родился и вырос Дживани, и выставочного зала, где представлены архивные фотографии и документы.
В центральной части выставочного зала находится бюст Дживани. Справа от него изображена скрипка, слева — каманче. Стена за бюстом украшена изображениями абрикосов (намёк на песню Дживани «Я абрикосовое дерево»), над которыми почерком Дживани записана песня «Овик». Также здесь располагаются фотографии армянских и зарубежных знаменитостей, которые ценили Дживани или были тесно связаны с его жизнью и творчеством. Экспозиция завершается фотографиями надгробия Дживани и изображениями школы ашугов (она основана в Ереване в 1997 году), улиц, названных в честь Дживани, и памятников ему.